# 南部バス江陽バスプール
江陽バスプール（こうようバスプール）は、青森県八戸市江陽にある南部バスのバス回転所および休憩所である。

## 概要
ラピアバスターミナルが開業し大半の運行路線を移転する際、ラピアバスターミナルの容積不足を解消する目的と小中野バスセンターの車庫機能を八戸営業所へ統合をする目的で開設された。これに伴い小中野バスセンター敷地は売却された。
かつては事務所だった施設を利用しており7～8台を収容することができる。現在は五戸営業所・三戸営業所所属の車両が主に利用されている。また近くには十和田観光電鉄八戸営業所も存在する。
郡部路線（八戸営業所管内除く）はラピアバスターミナルで降車扱いを行った後、回送で江陽バスプールへ車両を移動して休憩・待機する。
2020年現在では江陽バスプールの敷地は新たにアパートとなった。これにより城下地区に江陽バスプールの機能は移転している。